# Луций Корнелий Лентул Крус
Вижте пояснителната страница за други личности с името Луций Корнелий Лентул .
Луций Корнелий Лентул Крус (на латински: Lucius Cornelius Lentulus Crus; † 48 пр.н.е.) e политик на късната Римска република.

## Биография
Принадлежи към клон Лентули на фамилията Корнелии.
През 61 пр.н.е. той е от главните обвинители в процеса против Публий Клодий Пулхер заради религиозна подигравка (Бона-Деа-скандал). 58 пр.н.е. става претор и се стреми без успех за връщането на
Цицерон, който с действията на Клодий е изгонен от Рим. През 51 пр.н.е. Лентул не успява да влезе в жреческата колегия quindecimviri sacris faciundis.
През 49 пр.н.е. e избран за консул заедно с Гай Клавдий Марцел.
Малко след като започва консулата му избухва гражданската война между Помпей, сенатското мнозинство и Гай Юлий Цезар. Цезар не успява да привлече Крус на своя страна. През януари той напуска Рим и се присъединява към Помпей и през март отива с него в Гърция
(Епир) и след това в провинция Азия. Там събира два легиона. Като не взема евреи. През зимата е в Солун заедно с други цезарови противници.
48 пр.н.е. Крус получава imperium като проконсул и е командир в битката при Фарсала. Крус бяга през Родос и Кипър в Египет. Там е, както Помпей, заловен и убит..